# Операция «Коза»
«Операция „Коза“» (польск.: Operacja Koza) — польская шпионская комедия 1999 года режиссёра Конрада Шолайского.

## Сюжет
Молодой польский учёный Адам Хорм изобретает препарат переносящий сознание из одной головы в другую. В качестве подопытного животного он выбирает козу, однако за его открытием охотится российская разведка и Вера — красивая агент бывшего КГБ, прибывает в Польшу, чтобы украсть зелье юного гения.
В решающий момент эксперимента русская шпионка оказывается в лаборатории, а затем в постели учёного, и в результате на следующее утро Адам просыпается женщиной в штанах, а его очаровательная «ассистентка» — мужчиной в юбке.

## В ролях
В главных ролях:
- Олаф Любашенко — Адам Хорн
- Эва Гаврылюк — Вера Тихонова, офицер «бывшего КГБ»
- Эдита Юнговская — Анна Кремпская
- Кшиштоф Ковалевский — полковник Кремпский
- Станислава Целиньская — его жена

В остальных ролях:
- Шимон Бобровский — Хенрик
- Павел Бурчик — Юрий
- Павел Иваницкий — Григорий
- Всеволод Шиловский — генерал «бывшего КГБ»
- Славомир Ожеховский — Ян Моленда, советник президента
- Артур Барцись — директор департамента церемоний
- Адам Ференцы — профессор Розванец
- Ханна Станкувна — профессор Надежда Гургенидзе
- Леон Харевич — доцент
- Анджей Заборский — декан
- Томаш Сапрык — могильщик
- Александра Конечна — гинеколог
- Кинга Ильгнер — Сильвия, парикмахер
- Ереми Емёлович — Джимми, эксперт из НАТО
- Барбара Калужна — переводчица при Джимми
- и другие

## Съёмки
Фильм стал возможен благодаря французскому телеканалу «Canal+», который финансировал съёмки — ранее в 1996 году сценарий был отобран для участия в семинаре сценаристов Equinoxe, который проходит в Бейчевелле под Бордо, Франция. Там, по словам режиссёра, доброжелательные советы давали ему такие сценаристы, как Ларри Гросс и Александр Адабашьян, следуя указаниям которых, режиссёр отказался от сильно акцентированных политических нитей сюжета в пользу чистой комедии.

## Фестивали и награды
Номинация в категории «Лучшая сценография» на приз Польской киноакадемии «Орлы» (2001).